# Gente sin historia
Gente sin historia é uma telenovela mexicana, produzida pela Televisa e exibida em 1967 pelo Telesistema Mexicano.

## Elenco
- Chucho Salinas
- Alma Delia Fuentes
- Rafael del Río
- Óscar Ortiz de Pinedo